# Salzmünde
Salzmünde ist eine Ortschaft und Sitz der Gemeinde Salzatal im Saalekreis in Sachsen-Anhalt, Deutschland.

## Geografie

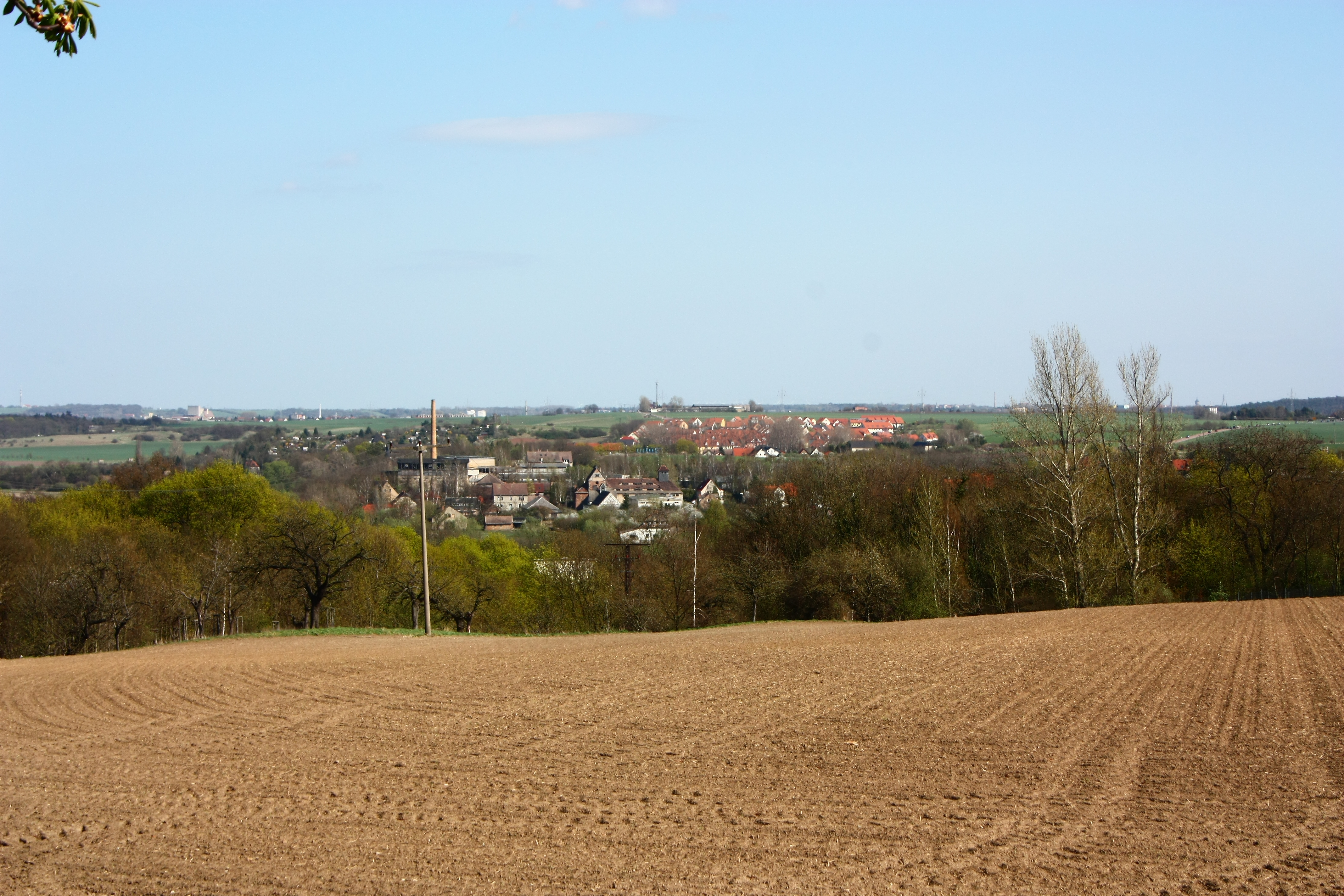
Blick über Salzmünde nach Schiepzig

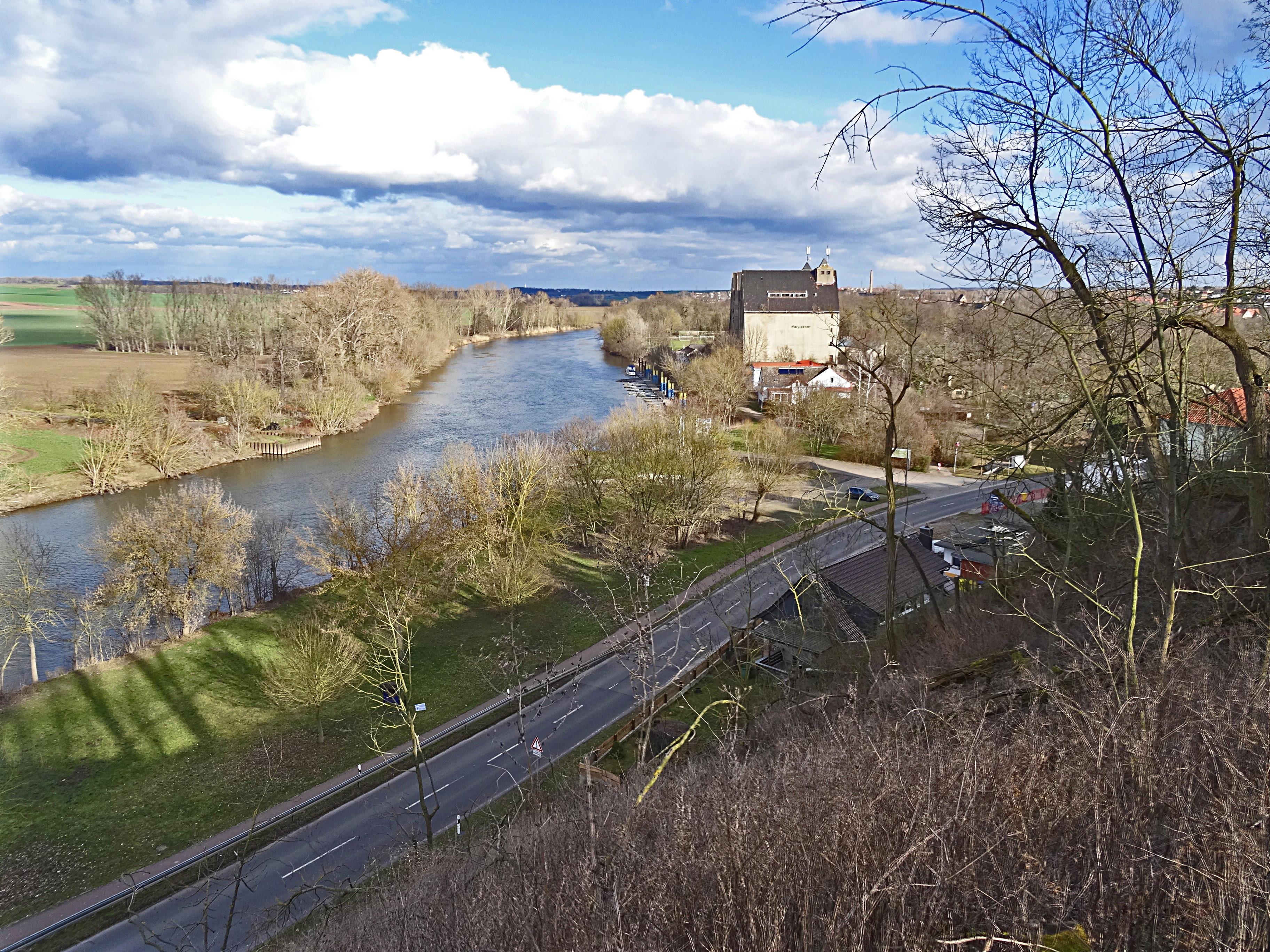
Blick vom Belvedere auf den Speicher Salzmünde und die Saale

Salzmünde liegt rund sieben Kilometer westlich von Halle (Saale). Die Salza mündet hier in die Saale. Mit einem mittleren Jahresniederschlag von 436 mm gehört Salzmünde zu den niederschlagsärmsten Orten in Deutschland.

## Ortschaftsgliederung
Zur Ortschaft Salzmünde gehören neben dem gleichnamigen Hauptort noch die umgebenden Dörfer Benkendorf, Gödewitz, Neuragoczy, Pfützthal, Quillschina und Schiepzig.

Die Schiepziger Biberwiese ist ein Naherholungsgebiet im Ortsteil Schiepzig. Sie liegt im Norden des Dorfes am Ufer der Saale. Dort kommen Nutrias vor und es gibt einen Picknickplatz mit Sitzbänken.

## Geschichte

### Vorgeschichte

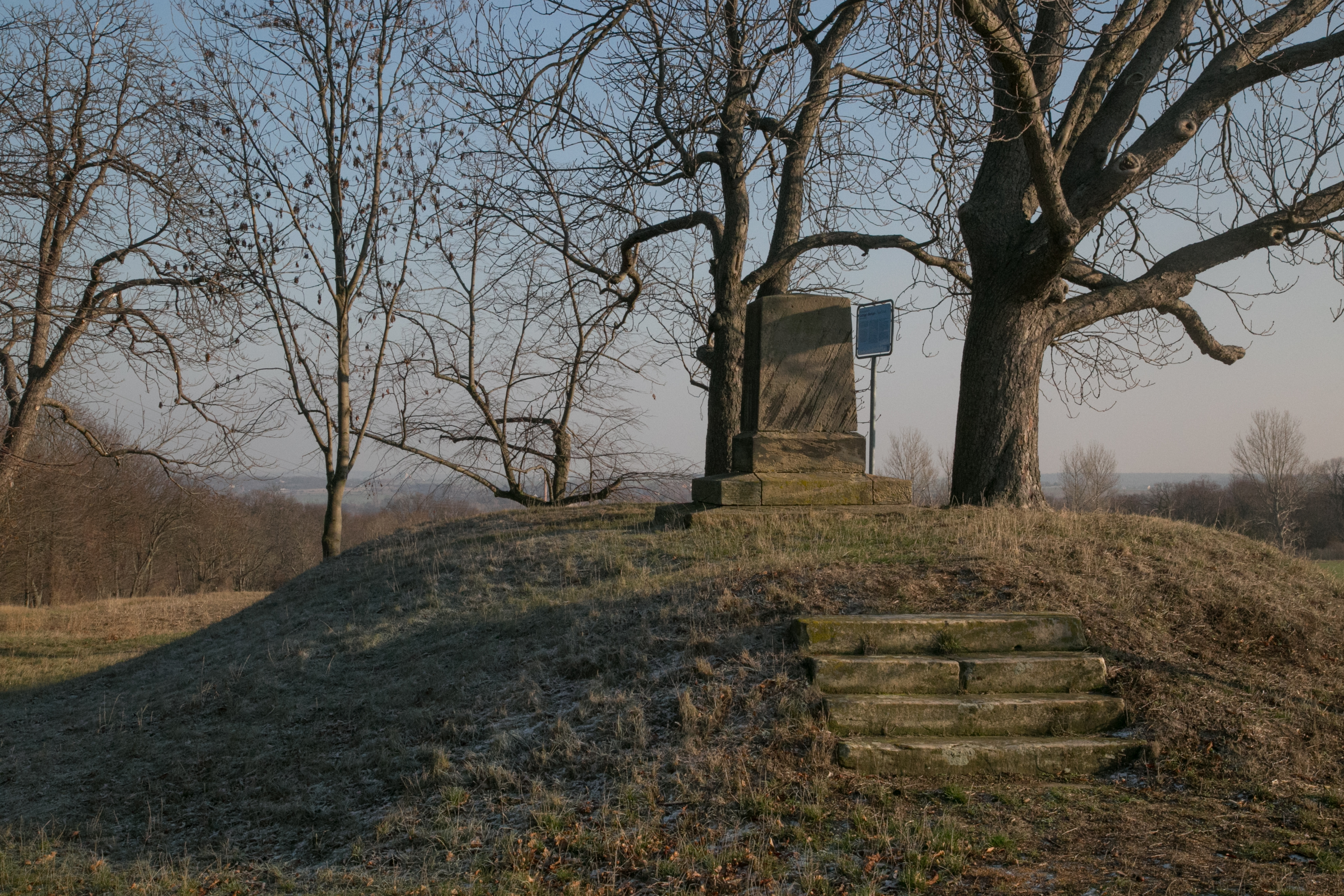
Grabhügel Bierhügel bei Salzmünde

Die Hochfläche südöstlich des Ortes, etwa 30 Meter über der Saale, war seit langer Zeit ein von Menschen bevorzugter Ort. Seit der jungsteinzeitlichen Stichbandkeramischen Kultur (4900–4650 v. Chr.) sind zunächst palisadenumgebene Dorfsiedlungen auf der Anhöhe belegt. Die Baalberger Kultur (3950–3400 v. Chr.) nutzte den Platz v. a. für Bestattungen, darunter ein 20 Meter durchmessender Grabhügel am Nordwestsporn des Plateaus.
Salzmünde ist der eponyme Fundort der Salzmünder Gruppe der neolithischen Trichterbecherkultur (3400–3000 v. Chr.). Von dieser sind einige Häuser, v. a. jedoch Gruben zum Lehmabbau sowie auffällige sogenannte Scherbenpackungsgräber nachzuweisen, in denen Menschen – häufig gewaltsam getötet – nicht mit Aushub, sondern mit genau abgestimmten, stets verbrannten Materialien begraben wurden. Nach 200 Jahren legten die Bewohner ein sehr großes Erdwerk an, das mit zwei Grabenzügen (4,5 Kilometer lang, 10 bis 18 Meter Abstand zueinander) etwa 37 Hektar umschloss. In den Gräben wurden zahlreiche Gefäße und Knochen deponiert, v. a. aber hunderte menschliche Schädel ohne Unterkiefer. Die riesige Anlage wurde offenbar nur kurze Zeit genutzt. Die Bernburger Kultur, welche die Salzmünder von Norden kommend abrupt, möglicherweise gewalttätig ersetzte, ist auf der Anhöhe nur durch ein einziges umgebettetes Grab am besonders markanten Grabhügel der Baalberger Zeit vertreten. Auch danach wurde die Anhöhe durch das Spätneolithikum, Bronzezeit und Eisenzeit hindurch als Wohn- und Bestattungsplatz genutzt, ohne allzu lange zeitliche Lücken.
Zwischen 2005 und 2008 fanden Ausgrabungen auf einer Fläche von 3,5 ha statt, das Areal war damit die größte Ausgrabungsstätte in Sachsen-Anhalt. Neben 140 Skeletten wurden die Grundrisse zweier Pfostenhäuser und einer Palisade sowie ein Holzgrab gefunden. Die verantwortlichen Forscher des Museums für Vorgeschichte in Halle stellten die These auf, dass die Salzmünder, für die die Anlage angesichts der komplexen Bestattungen offenbar von großer Bedeutung war, diese unter dem zunehmenden, möglicherweise gewaltsamen Druck der Bernburger Kultur aufgaben und zuvor rituell dem Schutz ihrer Ahnen zu übergeben versuchten. Darauf deuteten die binnen kurzem ausgehobenen, kilometerlangen Umfassungsgräben und die dort massenhaft deponierten Schädel. Forensische Befunde und ethnologische Vergleiche, bspw. mit den Kelten und Melanesien, legten nahe, dass die Schädel zuvor lange Zeit sorgfältig gelagert worden waren, möglicherweise in Gebeinhäusern für die Ahnen, die beim Verlassen planmäßig niedergebrannt wurden. Die nachrückenden Bernburger hätten diesen „Bann“ des Ahnenkultes dann rituell durch eine eigene (Neu-)Bestattung an prominenter Stelle (siehe oben) gebrochen. Damit sei hier tatsächlich archäologisch der „Schwanengesang“ einer vorgeschichtlichen Kultur zu greifen.

### Mittelalter
Im Jahr 979 wurde der Ort Salzmünde erstmals urkundlich erwähnt. Von einer wahrscheinlich im 9. Jahrhundert begründeten Burg (Hüneburg) sind nach deren Zerstörung 1433 (?) kaum noch Überreste erhalten. Um das Jahr 985 gehörte Salzmünde zur Grafschaft Wettin. Das Schloss Salzmünde samt Zubehör wurde im Jahr 1378 an die Herren von Schraplau verkauft. 1442 kauften die Grafen von Mansfeld Friedeburg und Salzmünde für 4000 Schock (240.000) meißnische Groschen auf. In der Folgezeit gehörten Salzmünde und die umliegenden Orte Benkendorf, Gödewitz, Pfützthal und Quillschina zur Grafschaft Mansfeld. Sie wurden durch das Oberamt Friedeburg mit Sitz in Pfützthal im Distrikt Schraplau verwaltet. Im Streit zwischen dem Magdeburger Erzbischof und dem Stadthauptmann aus Halle wurde 1433 das Amt Friedeburg überfallen und das Schloss Salzmünde ausgeraubt und zerstört.

### Neuzeit
Bei der Teilung der Grafschaft Mansfeld 1738/80 kam das Oberamt Friedeburg zu dem Anteil, den das Herzogtum Magdeburg erhielt. Das Herzogtum Magdeburg wiederum war 1680 aus dem Erzstift Magdeburg hervorgegangen, als dieses unter brandenburg-preußische Herrschaft kam. Zu diesem gehörte bereits der Ort Schiepzig im Amt Giebichenstein des magdeburgischen Saalkreises. Mit dem Frieden von Tilsit wurden die Orte um Salzmünde im Jahr 1807 dem Königreich Westphalen angegliedert und dem Distrikt Halle im Departement der Saale zugeordnet. Dabei kamen die mansfeldischen Orte Salzmünde, Benkendorf, Gödewitz, Pfützthal und Quillschina zum Kanton Fienstedt und Schiepzig im Saalkreis zum Kanton Halle-Land. Nach der Niederlage Napoleons und dem Ende des Königreichs Westphalen befreiten die verbündeten Gegner Napoleons Anfang Oktober 1813 das Gebiet.
Bei der politischen Neuordnung nach dem Wiener Kongress 1815 wurden die Orte um Salzmünde im Jahr 1816 dem Regierungsbezirk Merseburg der preußischen Provinz Sachsen angeschlossen. Die ehemaligen mansfeldischen Orte Salzmünde, Benkendorf, Gödewitz, Pfützthal und Quillschina wurden dabei dem Mansfelder Seekreis, Schiepzig wieder dem Saalkreis zugeordnet. Durch das Wirken von Johann Gottfried Boltze (1802–1868) veränderte sich das Aussehen des bis dahin kleinen Dörfchens komplett. Binnen weniger Jahre entstanden zahlreiche Industriegebäude, darunter im Jahr 1832 eine Ziegelei, die als die größte Preußens galt, im Jahr 1847 eine der ersten Zuckerfabriken der Provinz Sachsen und im Jahr 1863 eine Wassermühle, die mittlerweile wieder abgerissen wurde.
Da Boltze keine männlichen Nachkommen hatte, gelangte sein Besitz durch Heirat einer Tochter an die ebenfalls in der Region ansässige, im Jahr 1900 nobilitierte Familie Zimmermann, der noch Gut Haus Würdenburg und weitere Güter, insgesamt 2830 ha gehörten. Einen erneuten Entwicklungsschub erfuhr der Ort, als der Agrarunternehmer Carl Wentzel aus dem benachbarten Teutschenthal im Jahr 1906 Ella von Zimmermann heiratete. und damit faktisch ein agrarindustrielles Großunternehmen entstand. Nach beiden wurden mittlerweile Straßen benannt. Am 20. Juli 1950 wurden die Orte Benkendorf, Gödewitz, Pfützthal, Quillschina und Schiepzig in die Gemeinde Salzmünde, jetzt im Saalkreis, eingegliedert. Diese verblieb am 25. Juli 1952 im nunmehr verkleinerten Saalkreis im Bezirk Halle.
Bis zur Neubildung der Einheitsgemeinde Salzatal am 1. Januar 2010 war Salzmünde eine selbständige Gemeinde und Sitz der 1994 gegründeten Verwaltungsgemeinschaft Westlicher Saalkreis. Letzter Bürgermeister von Salzmünde war Gerd Kalbitz.

### Geschichte von Bad Neuragoczy

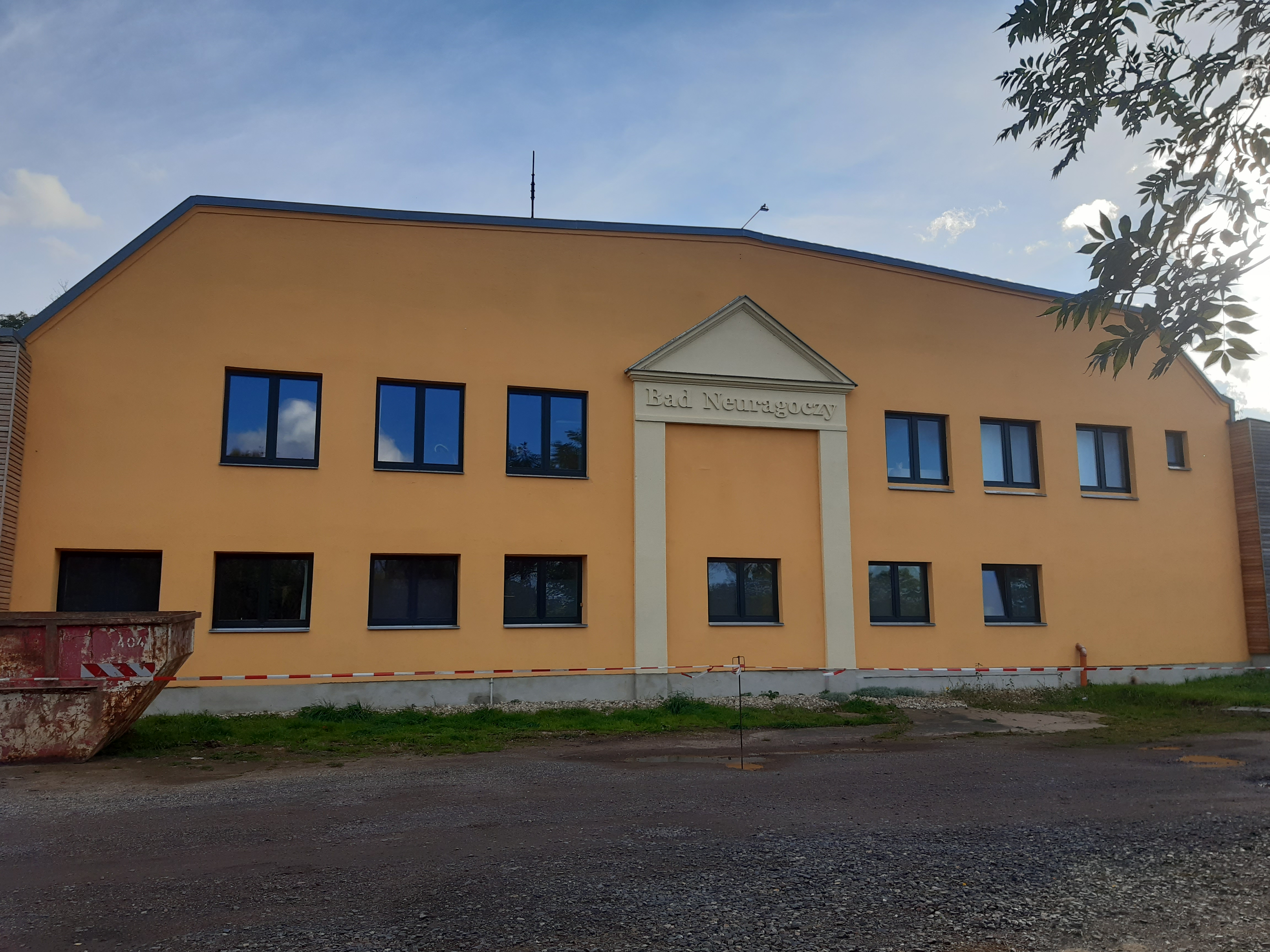
Ehemalige Mineralwasserfabrik Neuragoczy, 2020

Mitte des 19. Jahrhunderts entdeckte der deutsche Wundarzt Dr. Wilhelm Hermann Runde die heilende Wirkung der im Tal der Saale nördlich von Halle (Saale) entspringenden brom- und eisenhaltigen Quellen, die auf einer geologischen Störung basieren. 1847 entstand am gegenüberliegenden Saaleufer von Brachwitz eine Parkanlage mit Badehaus und Trinkanstalt. Der Name „Bad Neuragoczy“ beruht auf der Ähnlichkeit der Wasserqualität mit der bekannten Rakoczi-Quelle in Bad Kissingen. Am 30. Juli 1851 wurde das Kurbad eingeweiht. Der Kurbetrieb hielt bis 1920 an. Danach dienten die acht Quellen zur Produktion von Mineralwasser und Limonade. Zu DDR-Zeiten erfolgte die Verstaatlichung der Mineralwasserfabrik und die Eingliederung als Werk IV in die Brauerei Halle. Unter dem Namen „neura Mineralbrunnen“ füllte der VEB Brauhaus Halle seit 1965 Mineralwasser ab. Die Produktion wurde 1988 wegen zu hoher Nitratbelastung des Quellwassers eingestellt. Die Kunst- und Marketing-Initiative „Werk 8“ bietet das alte Mineralwassergelände seit 2015 als Ort für besondere Festlichkeiten an.

## Wappen
Blasonierung: „In Silber eine rot schwarz gezinnte Burgruine mit bedachtem Mittelturm, die Fenster offen.“

## Verkehrsanbindung
Salzmünde war Endpunkt der 1888 eingeweihten und 1962 stillgelegten Bahnstrecke Teutschenthal–Salzmünde. Im Ortsteil Benkendorf befand sich der Bahnhof Salzmünde Süd (früher nach dem Nachbarort Cöllme benannt) an der Bahnstrecke Halle Klaustor–Hettstedt, der bis 1971 im Personen- und bis 1991 im Güterverkehr in Betrieb war und von dem nach Stilllegung der Strecke von Teutschenthal Güterwagen auf Straßenrollern zum ehemaligen Bahnhof Salzmünde transportiert wurden.
Der öffentliche Personennahverkehr wird unter anderem durch den PlusBus des Bahn-Bus-Landesnetz Sachsen-Anhalt erbracht. Folgende Verbindung, betrieben von dem Omnibusbetrieb Saalekreis, führt durch Salzmünde:
- Linie 380: Halle ↔ Lieskau ↔ Schiepzig ↔ Salzmünde ↔ Köllme ↔ Müllerdorf

Die sich derzeit in Bau befindende A 143 verläuft westlich durch die Gemeinde. Sie durchschneidet die Gemeinde zwischen den Ortsteilen Salzmünde und Schiepzig. 
Durch Salzmünde verläuft die Landesstraße L 159 zwischen Halle-Neustadt und der B 180 bei Klostermansfeld. Von ihr zweigen im Ort Salzmünde die Landesstraße L 173 nach Bad Lauchstädt und die Kreisstraße K 2127 in Richtung Wettin ab. Im Zuge des Neubaus der A 143 wurde die L 159 aus der Ortslage Salzmünde heraus auf eine südliche Teilortsumgehung verlegt. Die Freigabe dieser Umgehung war am 23. Mai 2022.
Eine Fähre über die Saale verbindet sei 1946 den Ortsteil Neuragoczy mit Brachwitz. Bis zur Zerstörung im Jahr 1945 verband beide Orte eine Pontonbrücke.

## Bauwerke

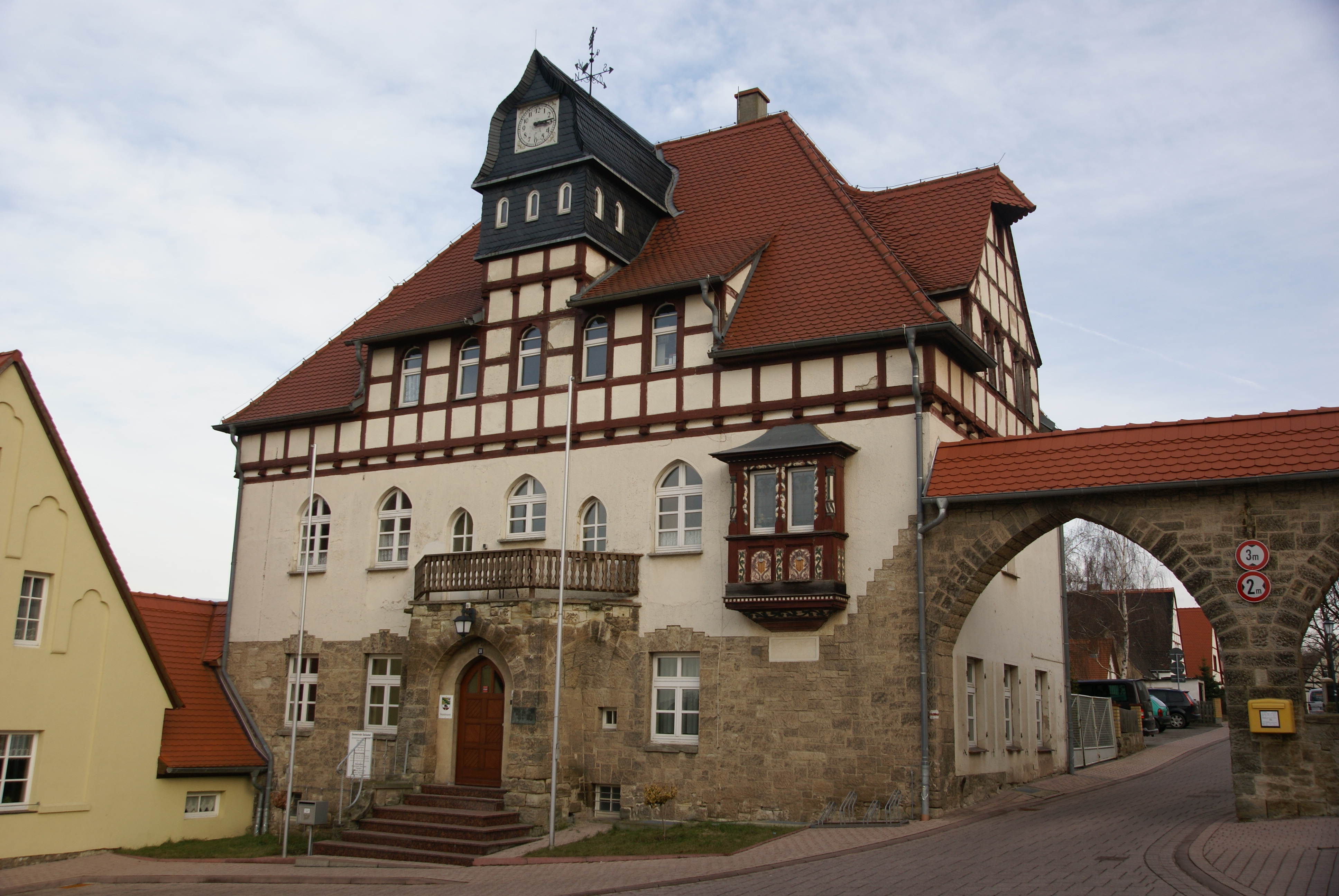
Rathaus von Salzmünde

Das Ortsbild von Salzmünde ist wesentlich von den Bauten Boltzes – v. a. entlang der Johann-Gottfried-Boltze-Straße – sowie Wentzels – v. a. in der Siedlung Am Rathaus und am Hafen – geprägt. Zu den herausragenden erhaltenen Gebäuden zählen der Turm auf dem Schlossberg, der Speicher am Hafen, das kombinierte Schul- und Bethaus, das Rathaus und die Ziegelei. Daneben gibt es weitere historische Bauten wie Gutshaus, Saatzuchtstation, Bahnhof oder Krankenhaus.

## Persönlichkeiten

### Söhne und Töchter des Ortes
- Johann Gottfried Boltze (1802–1868), Unternehmer, geboren im Nachbarort Gödewitz
- Karl von Schwartz (1847–1923), lutherischer Theologe und Direktor der Leipziger Mission
- Paul Holdefleiß (1865–1940), Agrarwissenschaftler mit enzyklopädischer Interessensvielfalt. Er gehört zu den maßgebenden Mitbegründern der Agrarmeteorologie.
- Willy Taebel (1883–1929), Architekt

### Persönlichkeiten, die vor Ort gewirkt haben
- Carl Wentzel (1876–1944), Unternehmer und Widerstandskämpfer
- Hubert Grouven (1831–1884), deutscher Agrikulturchemiker